# Rila

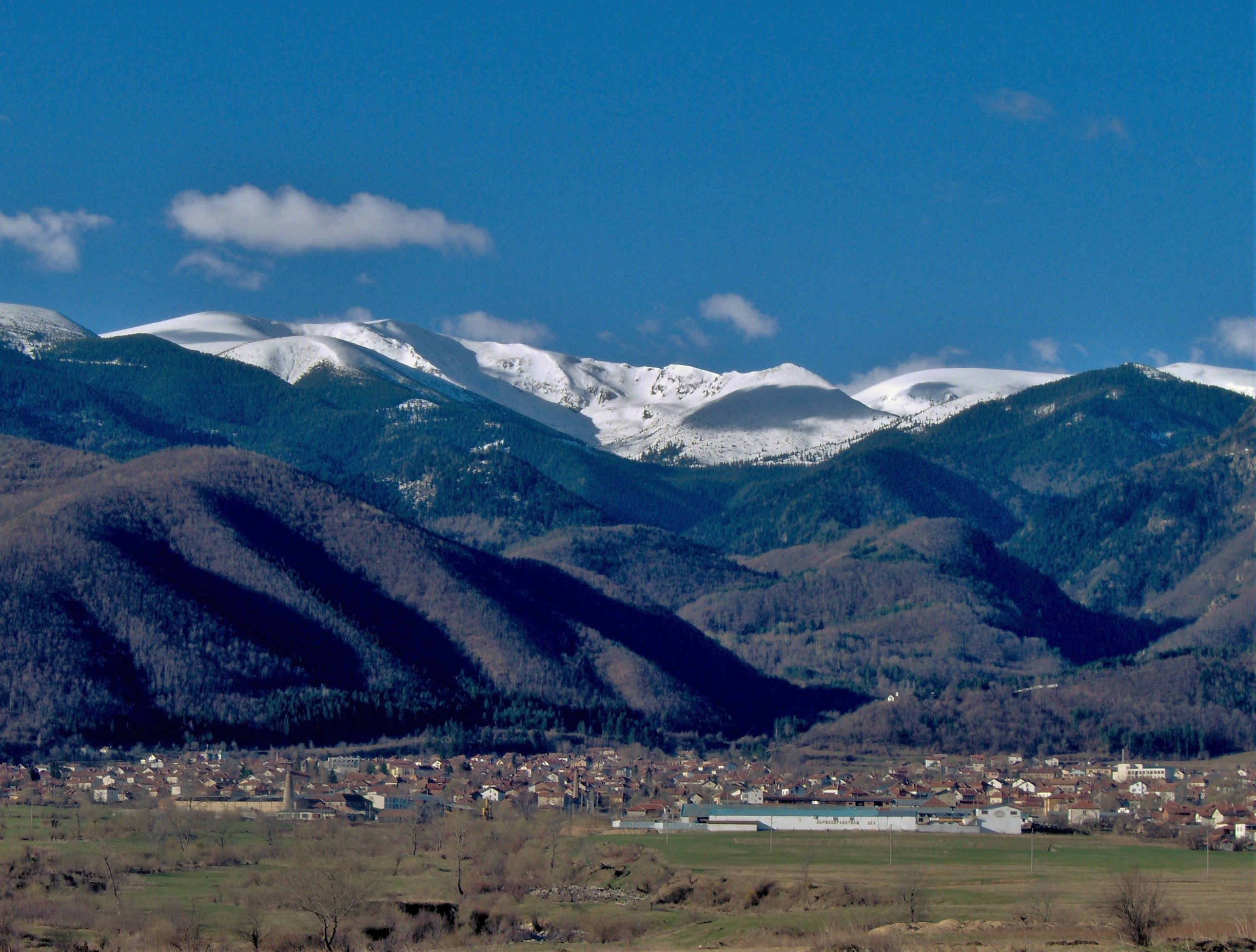
Vue du massif du Rila et du village de Kostenec

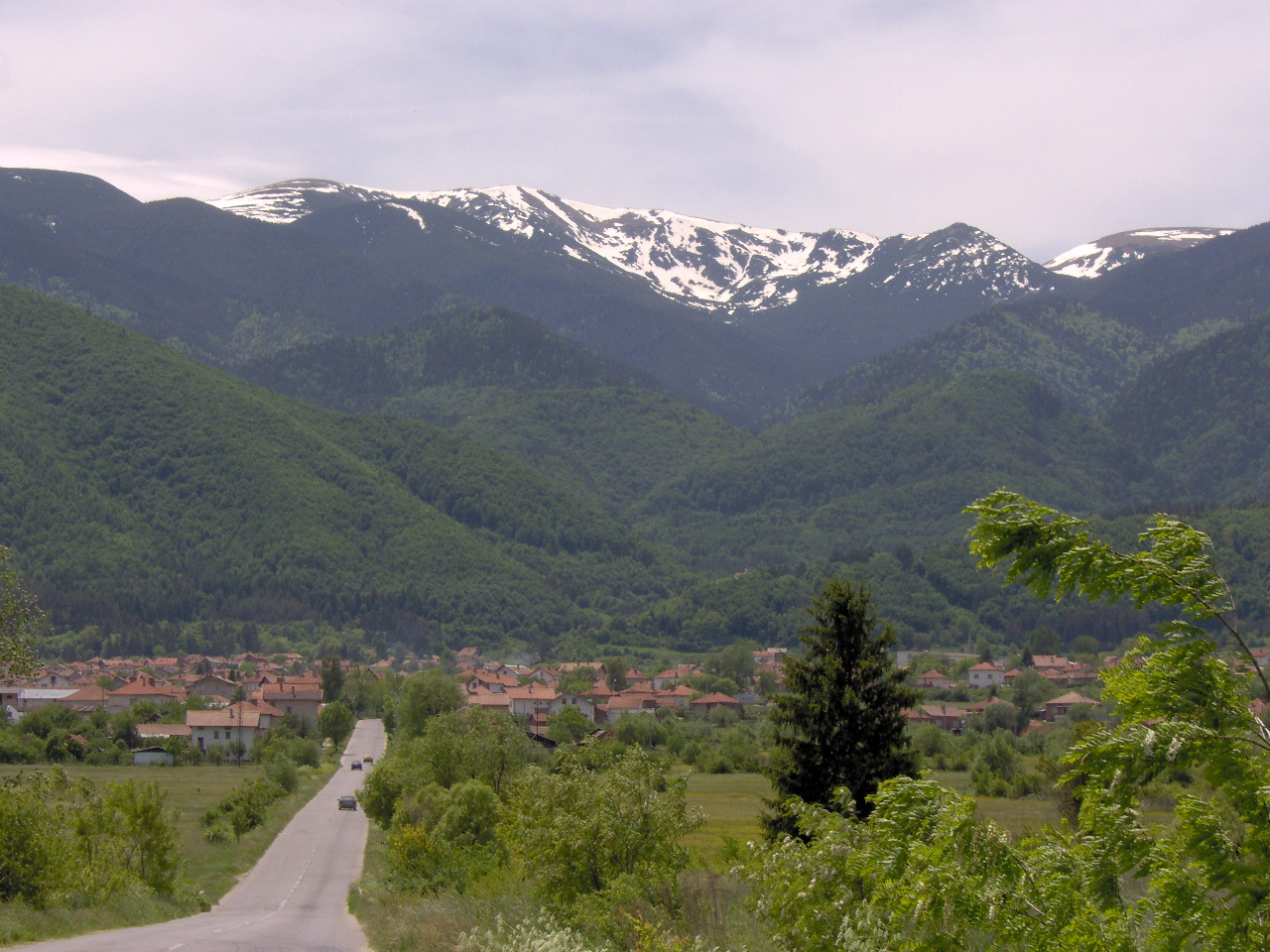
Vue du massif du Rila depuis le village de Kostenec

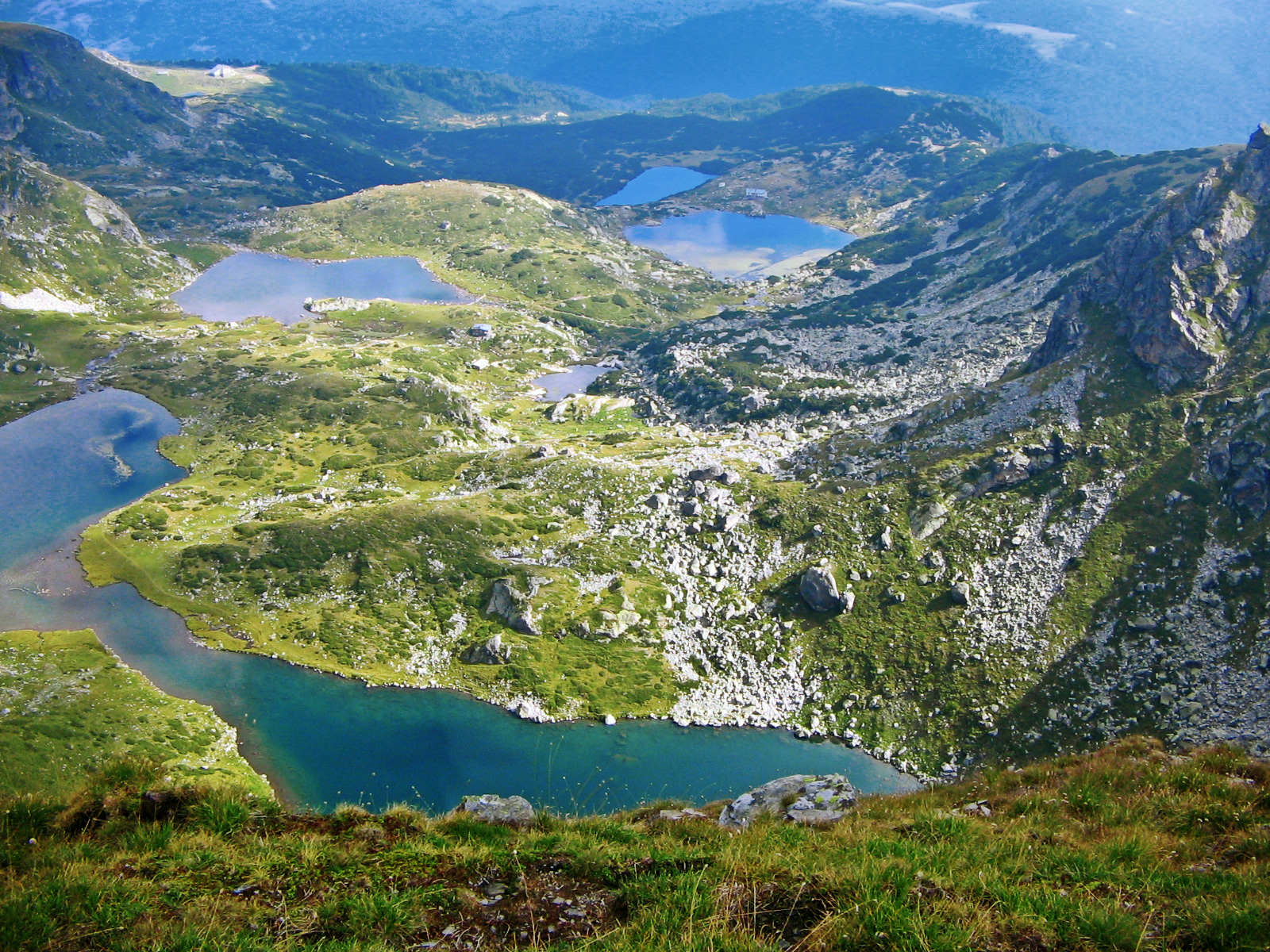
Les sept lacs du Rila

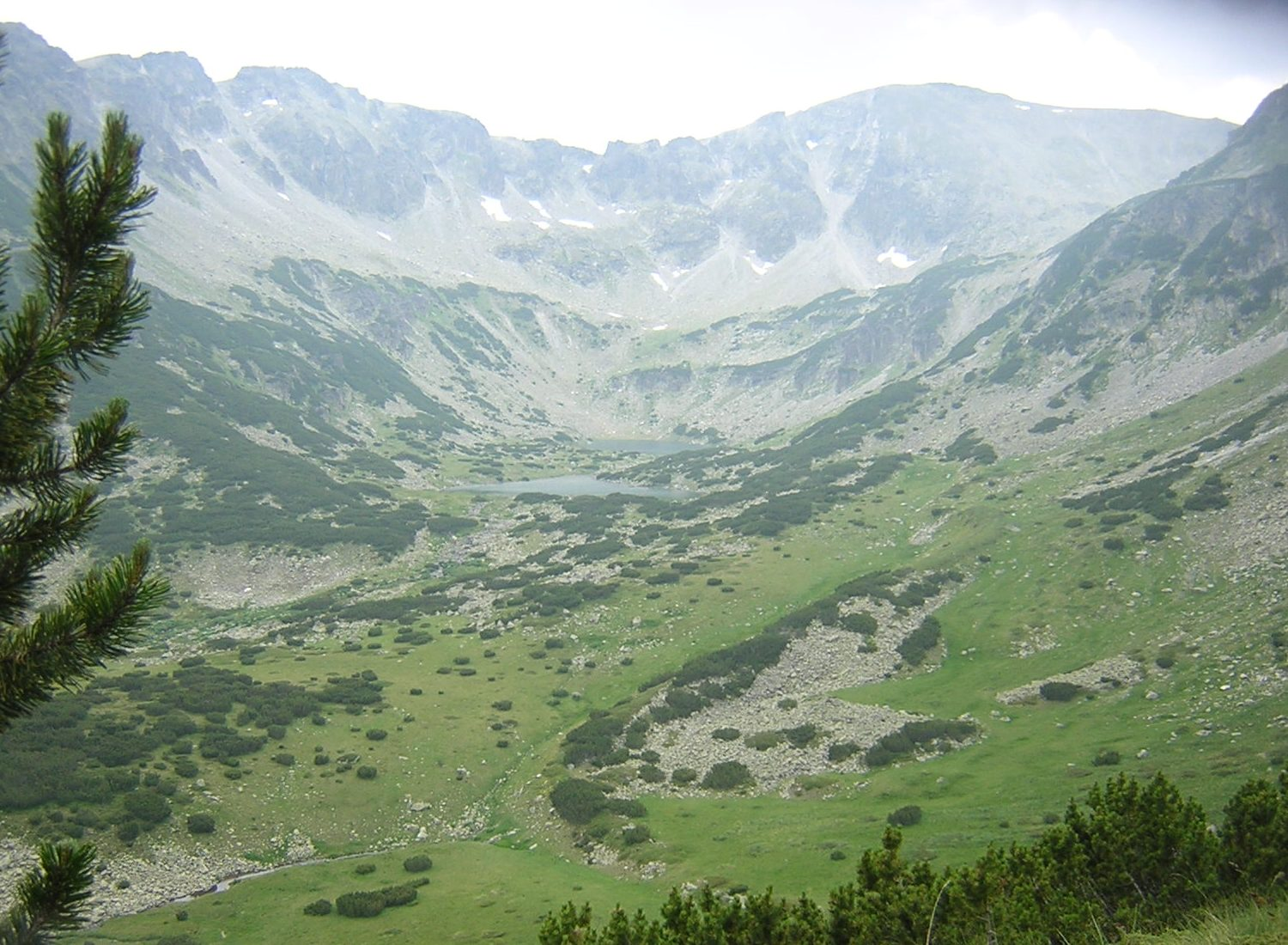
Sources de la Marica

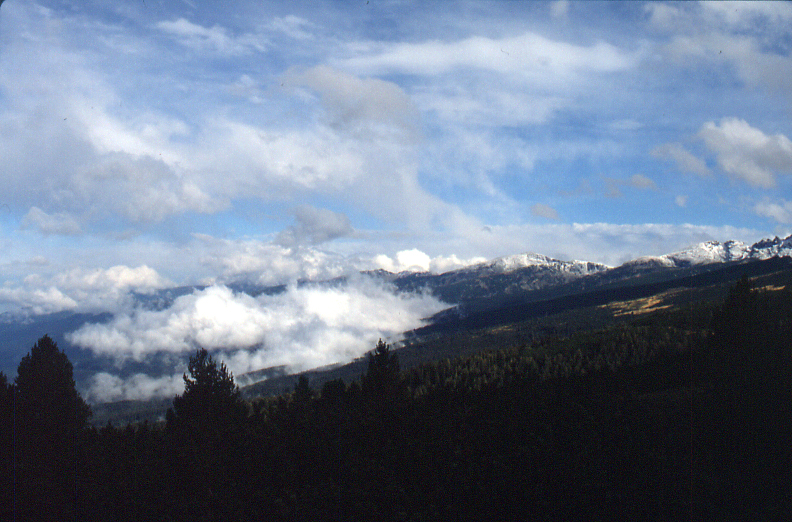
Le massif du Rila dans la région des sept lacs

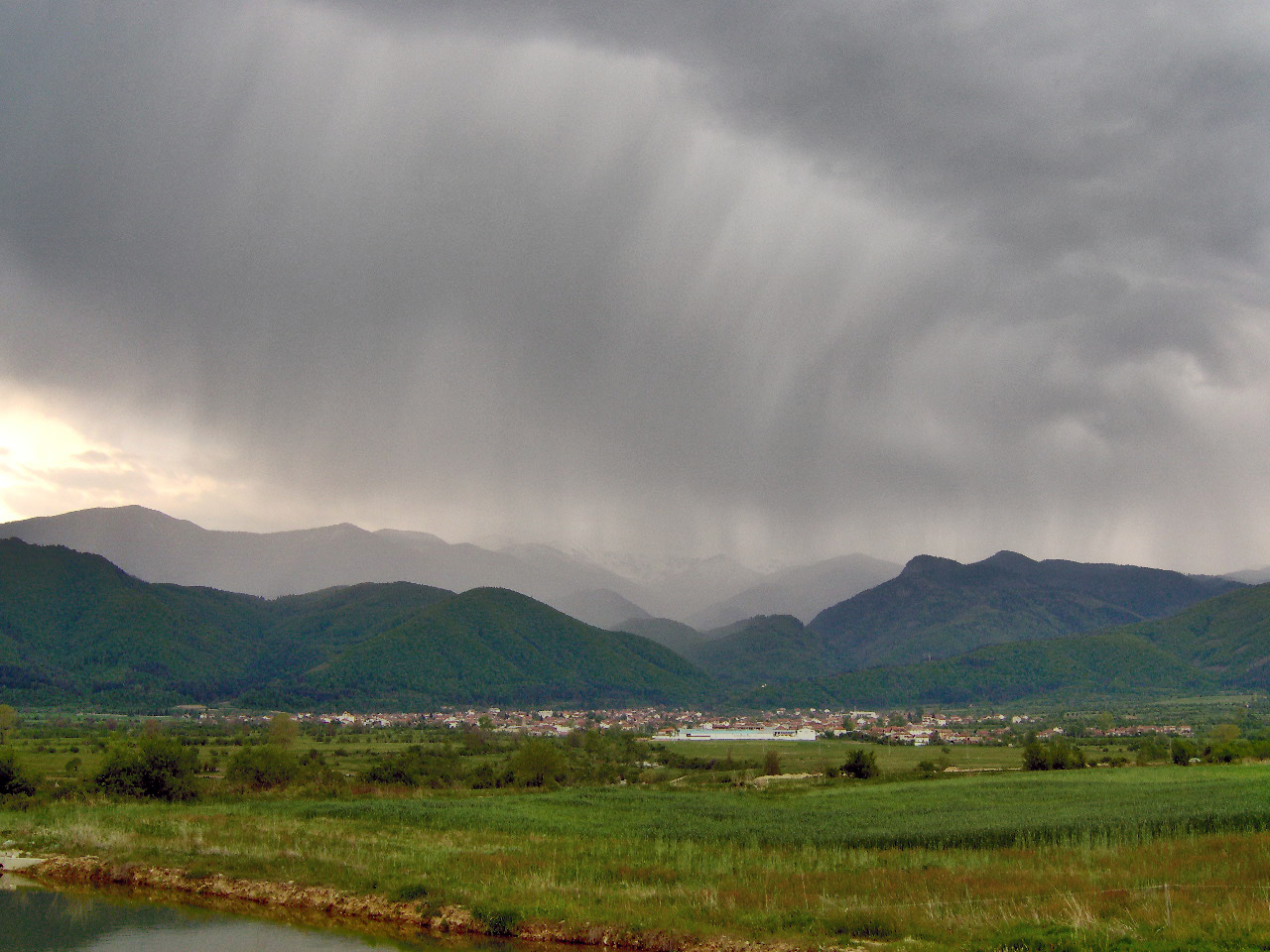
Les précipitations observables dans le massif du Rila (ici près de Kostenec) sont plusieurs fois supérieures à la moyenne bulgare

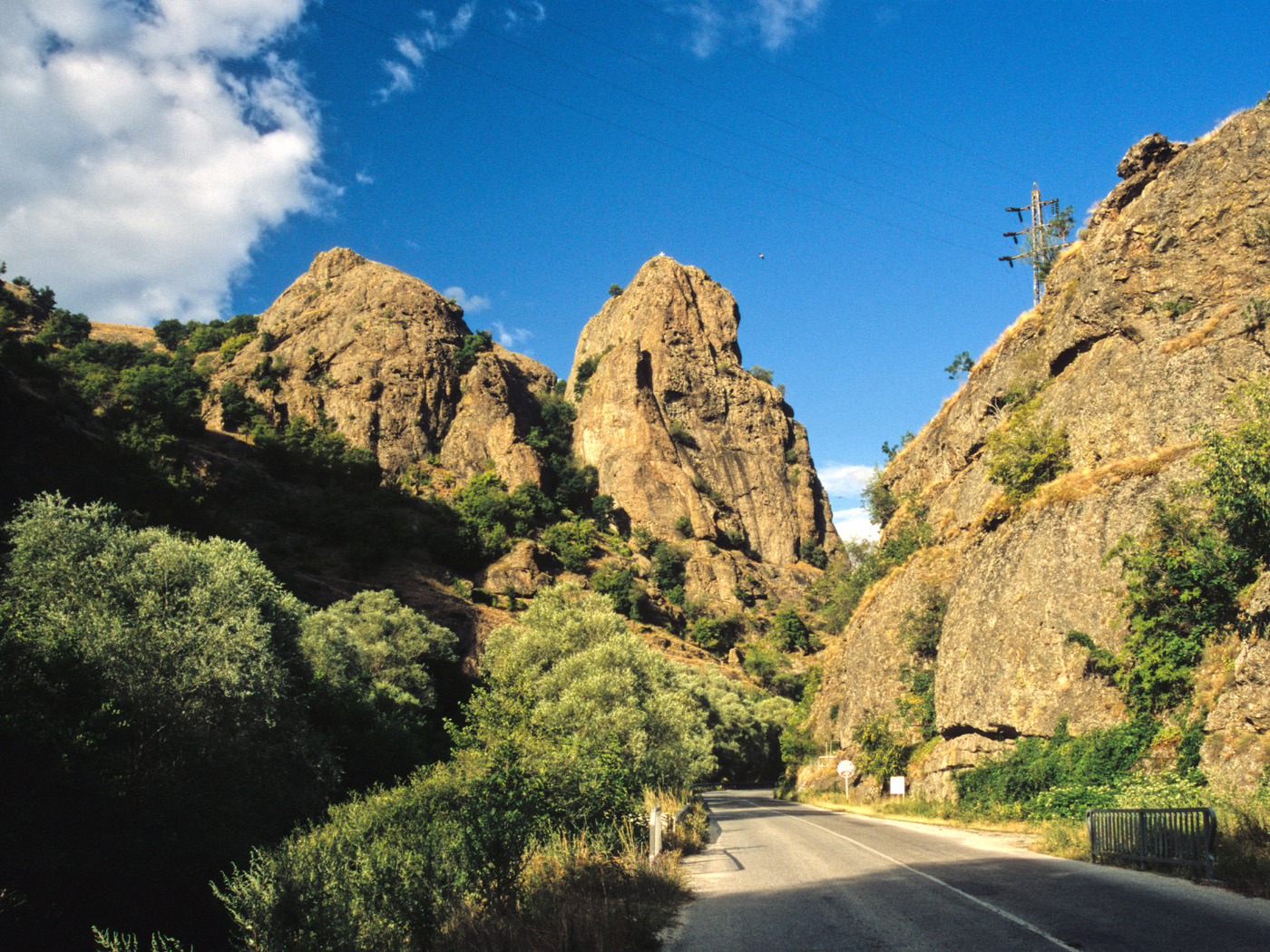
La route qui mène au monastère de Rila

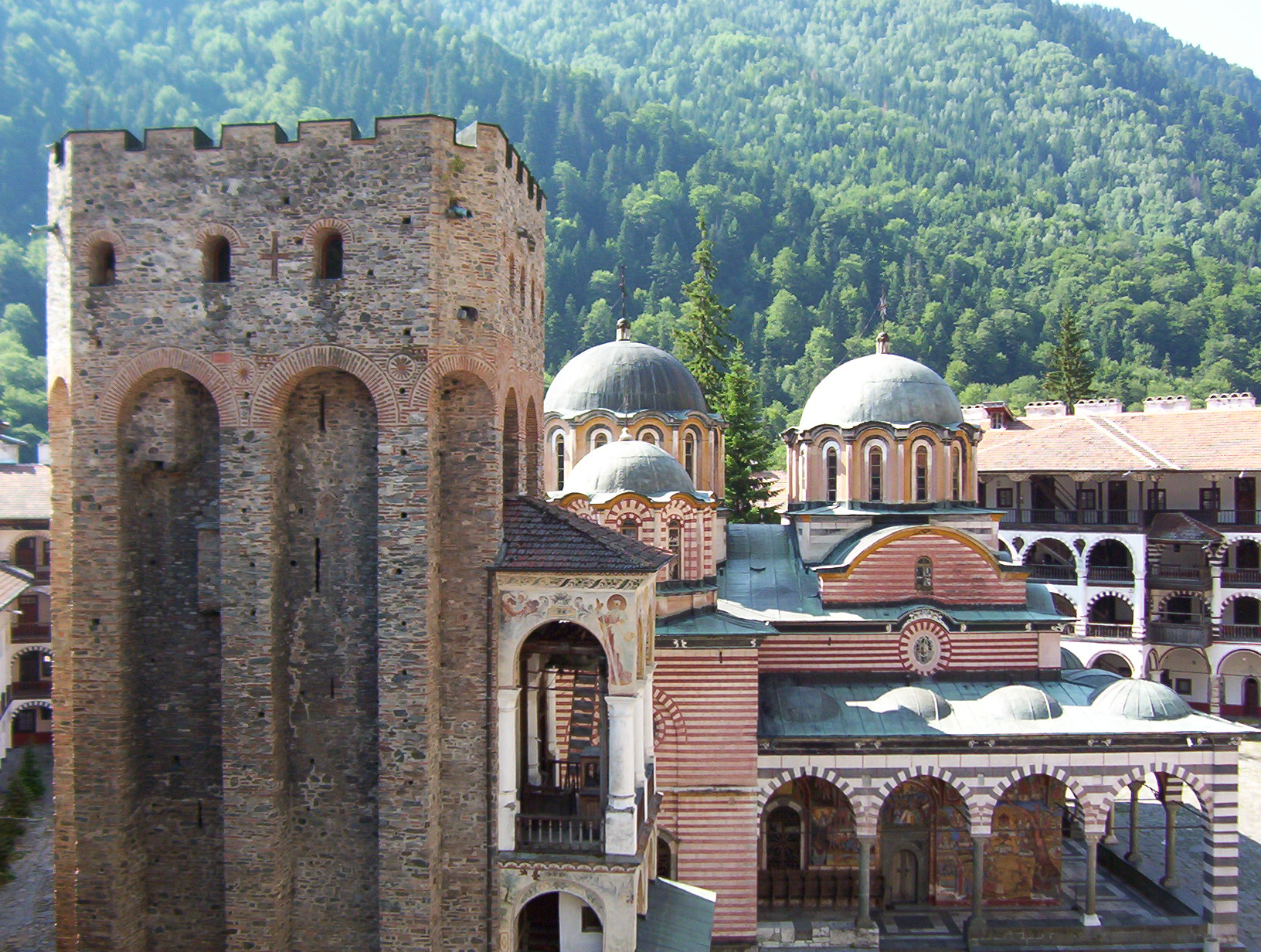
Monastère de Rila

Le Rila (en bulgare Рила) est un massif montagneux du Sud-Ouest de la Bulgarie qui constitue une partie de l’ensemble Rila-Rhodope. Le point culminant du Rila est le Musala (Мусала, 2 925 m), qui est également le point culminant de la péninsule balkanique. Les rivières Iskăr (Искър), Marica (Марица) et Mesta (Места) prennent leur source dans le massif du Rila.
Le nom du Rila est probablement d’origine thrace. Les premiers noms connus du massif sont Donuca en latin et Dunax en grec, ainsi que Dinace dans une inscription thrace. À une époque plus récente, on trouve la forme Roula désignant une grande quantité d’eau, qui a dû originellement désigner une rivière (l’actuelle Rilska reka, Рилска река, qui prend sa source au cœur du massif et va se jeter dans la Struma), et a dû être transformée en Rila après l’arrivée des Slaves dans la région, vers la fin du Ve siècle. Cette dénomination n’est pas fortuite : il y a dans le Rila environ 200 lacs et une grande quantité de sources minérales situées dans les zones de faille (villes de Sapareva banja (Сапарева баня), Dolna banja (Долна баня) et Kostenec (Костенец), village de Banja (Баня) dans l’oblast de Blagoevgrad, etc.). La principale ligne de partage des eaux de Bulgarie, qui est en même temps la plus importante des Balkans, passe par la crête du Rila, séparant les bassins versants de la mer Noire et de la mer Égée.

## Géographie et géologie
L’altitude moyenne du Rila est de 1 487 m, et sa surface totale est de 2 629 km2. Le Rila est le massif le plus élevé de la péninsule balkanique, avec son point culminant, le mont  Musala (2 925 m). La majeure partie de ses sommets élevés (altitude comprise entre 2 500 m et 2 700 m) présente un aspect alpin, comme le sommet de la Maljovica (Мальовица), qui est un exemple typique. Le reste du massif, surtout dans la partie orientale, est constitué d’alpages.
Le Rila est surtout constitué de granite et de gneiss mêlés à des schistes cristallins anciens, qui sont caractéristiques de l’ensemble montagneux Rila-Rhodopes, la plus ancienne composante géologique de la région. Sa formation a commencé au Paléozoïque et au cours des nombreux soulèvements orographiques de l’ère tertiaire. Les formes alpines actuelles et leurs sommets dentelés, leurs cirques, leurs vallées profondes et leurs étendues de moraines sont le résultat des glaciations du pléistocène. Les lacs du Rila sont le témoignage le plus remarquable de la période glaciaire : au nombre de 190 environ, ils sont disséminés dans l’ensemble du massif, et le Ledeno ezero (Ледено езеро, « lac glacial », altitude 2 709 m), au nord du sommet du Musala, est l’un des lacs glaciaires les plus élevés de la péninsule balkanique (le deuxième par son altitude après le Lac supérieur du Poležan (Горно Полежанско езеро) dans le massif du Pirin.

### Caractéristiques morphologiques
Le Rila est un bloc soulevé bordé de failles (horst), en forme de coupole, inclus dans l’une des plus anciennes parties de la masse terrestre des Balkans, le massif de Macédoine et de Thrace. Constitué de granites et de gneiss, ainsi que d’autres roches métamorphiques à cristaux qui se sont formées pendant le Paléozoïque, il y a au moins 250 millions d’années. Le massif a été plusieurs fois soumis à des glaciations au cours du Pliocène, et son relief alpin s’est formé au cours de la dernière glaciation (glaciation de Würm), il y a 10 à 12 000 ans, quand la limite des neiges éternelles se situait à 2 100 m d'altitude.
Au-dessus de cette limite, les glaciers ont radicalement transformé le relief préexistant, en formant de profonds cirques, des pics pyramidaux aigus, des dents rocheuses (crêtes dentelées), des auges et vallées suspendues, des moraines et d’autres formes typiquement glaciaires.

### Limites et subdivisions
L’immense coupole du Rila s’élève au-dessus des vallées qui l’entourent. Le col de Borovec (1 305 m) relie le massif du Musala, qui constitue la partie principale du Rila, avec les montagnes de Šipočan (рид Шипочан, de Šipočane, village à l’est de la ville de Samokov) et de Šumnatica (рид Шумнатица), qui font partie du massif de la Sredna gora dans sa partie dite « d’Ihtiman » (Ihtimanska Sredna gora, Ихтиманска Средна гора). Le col de Jundola (Юндола, 1 375 m, du nom d’un village situé à l’ouest de la ville de Velingrad) et le col d’Avramovo (Avramova sedlovina, Аврамова седловина, 1 295 m, au sud-ouest de Jundola) relie le Rila et les Rhodopes, cependant que le col de Predel (1 140 m) le relie au Pirin et le col de Klisura (Klisurska sedlovina, Клисурска седловина, 1 025 m, du nom d’un village à l’ouest de Samokov, à la Verila. Le Rila occupe une surface d’environ 2 400 km2.
Le Rila se divise en quatre parties distinctes :
- Rila oriental : la partie orientale du massif, dite aussi « du Musala » (Musalenski djal, Мусаленски дял) est la plus étendue et la plus élevée. Le plus haut sommet du massif, ainsi que 12 de ses 18 sommets supérieurs à 2 700 m, sont situés dans cette partie : Musala, Jastrebec (Ястребец), mont Jireček (Ireček, Иречек : porte le nom du savant tchèque Konstantin Jireček), Deno (Дено), Mančo (Манчо) et d’autres encore. On y trouve également les lacs de la Marica (Maričini ezera, Маричини езера, car ce fleuve y prend sa source) et les lacs de la Ropalica (Ropališki ezera, Ропалишки езера, du nom de la rivière qui prend sa source à cet endroit). C’est également dans cette partie de la montagne que se trouve la station de ski de Borovec.
- Rila central : également appelé « massif du Skakavec » (du nom d’un de ses sommets, le Goljam (Grand) Skakavec – Голям Скакавец, 2 705 m, il constitue la plus petite partie du Rila (10 % de la surface totale) et est surtout connu pour les lacs glaciaires qui s’y trouvent : Ribni ezera (Рибни езера, « lacs poissonneux »), lacs de la Džendema (Džendžemski ezera, Джендемски езера), également appelés Diavolski ezera (Дяволски езера, « lacs du diable »), Manastirski ezera (Манастирски езера, « lacs du monastère », car situés près du monastère de Rila). Le plus grand lac glaciaire de la péninsule balkanique se trouve dans cette partie du massif : le Smradlivo ezero (Смрадливо езеро, « lac puant »), ainsi que les sommets suivants : Kanarata (Канарата, 2 691 m), Černa poljana ou Karaalanica (Черна поляна, Карааланица, 2 716 m), Goljam Skakavec (Голям Скакавец, 2 705 m) et Malǎk Skakavec (Малък Скакавец, 2 682 m), Rilec ou Džendema (Рилец, Джендема, 2 713 m). Entre les rivières Levi Iskǎr (Леви Искър) et Beli Iskǎr (Бели Искър) s’élève la crête des monts Skakavec : Goljam Skakavec et Malǎk Skakavec, puis, plus au nord, celle du massif de la Pčelina (Пчелина), qui culmine à 2 440 m avant de se prolonger vers le sommet de Sveti Duh (Свети Дух, 2 122 m). Une autre crête bien connue des randonneurs est celle qui relie le sommet de la Marinkovica (Маринковица, 2 591 m) à celui du Vodnija čal (Водния чал, 2 683 m) et continue en direction de l’ouest, puis vers le nord, jusqu’à la réserve dite Kobilino branište (Кобилино бранище), située sur un col par lequel passe la ligne de partage des eaux entre les massifs du Skakavec et de Maljovica. L’un des lacs les plus connus du Rila, le lac de Jozola (Йозола) est situé à l’ouest des deux sommets du Skakavec.
- Rila du nord-ouest : cette partie occupe près de 25 % du territoire du massif. Le sommet le plus élevé dans cette région est le Goljam Kupen (Голям Купен, 2 731 m). C’est également dans cette partie du massif que se trouvent les Sept lacs du Rila. La partie nord-ouest du Rila est connue pour ses nombreux sommets d’accès difficile et pour ses lacs.
- Rila du sud-ouest : le sommet le plus élevé dans ce secteur, également appelé « massif du Kapatnik » (Kapatniškijat djal, Капатнишкият дял, d’après le Kapatnik, 2 170 m), est l’Angelov vrǎh (2 643 m). La surface de cette partie représente 30 % de la surface totale du massif. Exception faite de sa partie située la plus au nord, qui est la moins étendue, le Rila du sud-ouest ne présente pas l’aspect alpin du reste du massif.

### Patrimoine culturel et curiosités naturelles
Le Rila fait partie de la liste 100 objets touristiques nationaux, (initiative touristique nationale). Les endroits importants pour les amateurs de randonnée, d’histoire et de nature sont : le Musala, le chalet de la Skakavica, les sept lacs du Rila, le monastère de Rila, le monastère de femmes de Samokov (monastère de la protection de la Mère de Dieu, Devičeski manastir « Pokrov Bogorodičen », Девически манастир “Покров Богородичен”), ainsi que le Musée historique dans la même ville.

### Climat
Le Rila présente un climat montagnard typique. Sur le Musala, les précipitations annuelles sont de 2 000 mm, dont 80 % de neige. On y mesure également les températures les plus basses du massif, avec des minimales de −31,2 °C, pour une température moyenne mensuelle de −11,6 °C en février. La température maximale absolue est de 18,7 °C. Les températures négatives sont observables pendant 9 mois, et il n’est pas rares qu’elles durent jusqu’à la fin du mois de juin. Une augmentation constante de la température est perceptible à partir de la deuxième moitié du mois de juillet. Cependant, même pendant les mois d’été, la température ne dépasse pas durablement 10 °C. En juin, juillet et août, la température moyenne dépasse 15 °C pendant 5 à 10 jours, qui détermine une courte période de croissance végétale dans les zones de haute montagne. Elle dure de 3 à 6 mois. À des altitudes supérieures à 2 000 m, elle dure environ 3 mois.
Dans les parties les plus élevées du Rila, l’humidité relative de l’air est le plus souvent comprise entre 80 et 85 %. Les périodes les plus sèches sont les mois d’hiver les plus froids. L’hygrométrie est différente selon l’orientation des versants. Sur les versants sud du massif, les précipitations atteignent pendant l’hiver jusqu’à 22-25 % de la moyenne annuelle, alors qu’elles sont inférieures sur les versants nord. Sur les versants ouest et nord, les maximales de précipitation sont observables pendant le printemps et l’été, et pendant l’hiver sur les versants est.
La formation d’une couche neigeuse durable dans les zones situées au-dessus de 1 000 m s’observe à partir du 10-15 décembre sur les versants nord, à partir du 20-30 décembre sur les versants sud. Elle tient pendant 200 à 220 jours par an en moyenne. Dans les zones de moindre altitude, c’est en février qu’elle est la plus épaisse, atteignant alors 20 cm à 30 cm en moyenne. Dans les zones plus élevées (plus de 2 000 m d’altitude), c’est en mars que la couverture neigeuse est la plus épaisse (70-80 cm). Dans les parties les plus élevées, l’épaisseur maximale de la couverture neigeuse atteint 200 à 240 cm. La période au cours de laquelle la couverture neigeuse est permanente dure en moyenne 70 à 80 jours par an pour les altitudes situées entre 1 200 m et 1 300 m, et pour les altitudes supérieures à 2 000 m, de 180 à 200 jours. Les vents atteignant une vitesse de 30 à 40 m/s (plus de 100 km/h) ne sont pas rares. Ils soufflent surtout du sud-ouest et de l’ouest. Les vents de nord-ouest et nord-est sont plus modérés. La vitesse moyenne mensuelle du vent sur les sommets les plus élevés atteint 11 à 12 m/s. Dans les parties moins élevées, la vitesse mensuelle mesurée se situe entre 1,2 et 2,5 m/s, et dans la zone d’altitude moyenne, entre 2,5 et 3,2 m/s.

### Hydrographie

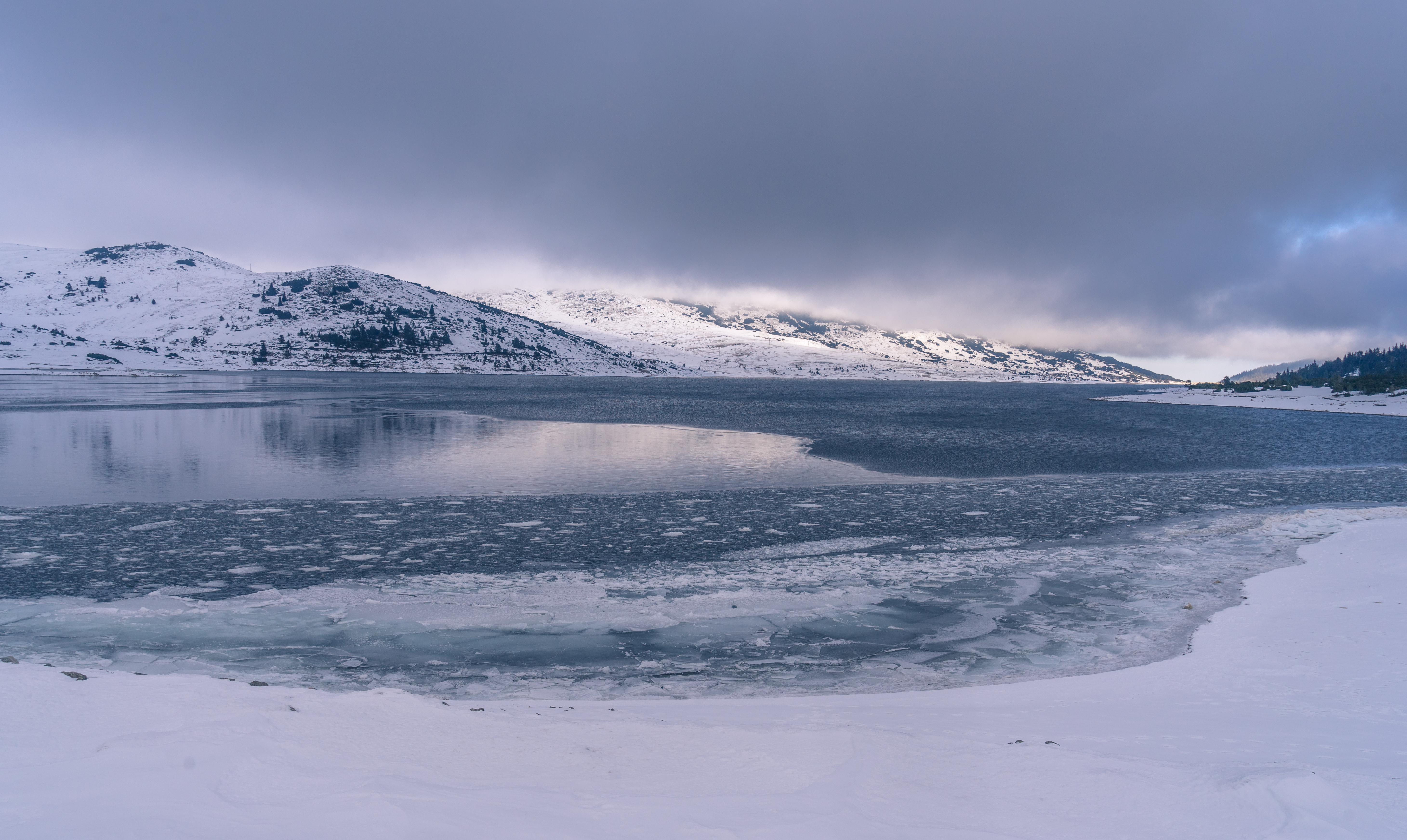
Le réservoir du Belmeken dans le Rila.

Les sources de l’Iskǎr, de la Marica et de la Mesta se trouvent sur le territoire du Rila. De nombreux affluents de ces cours d’eau, ainsi que de la Struma prennent également leur source dans le massif : Beli Iskǎr, Levi Iskǎr, Prav Iskǎr, Černi Iskǎr (« Iskǎr noir »), Bjala Mesta (« Mesta blanche »), Černa Mesta (« Mesta noire »), ainsi que les rivières Beliška reka et Blagoevgradska Bistrica (« rivière limpide de Blagoevgrad »), Gradevska reka, Iztok et Rilska reka (« rivière du Rila »).
Le lac glaciaire ayant la surface la plus étendue de la péninsule des Balkans se trouve dans le Rila : il s’agit du deuxième des lacs du groupe dit des Smradlivi ezera (« lacs puants »), d’une surface de 24 000 m2 dans son extension maximale. Le nom de ce groupe de lacs provient d’une légende populaire qui raconte que lors d’une tempête particulièrement forte, d’immenses vagues firent s’échouer sur les rives de grandes quantités de poisson, ce qui provoqua une pestilence. Il apparaît dans un grand nombre de légendes concernant la vie de saint Jean de Rila. Outre les sept lacs, qui sont un but très prisé d’excursion, on trouve également dans le massif les groupes lacustres suivants : lacs de Vapa (Vapski ezera ou Vapeški ezera, Вапски езера, Вапешки езера) près du sommet du même nom, lacs Grǎnčarski (Grǎnčarski ezera, Грънчарски езера, « lacs du potier »), lac de la Džendema (Džendemski ezera, Джендемски езера, du nom d’une crête dans la partie centrale du massif, cf. supra), lacs de Kazana (Kazanski ezera, Kazančalski ezera : Казански езера, Казанчалски езера) au nord du sommet Ortačal I, Manastirski ezera (Манастирски езера, « lacs du monastère », car ils sont situés à quelques kilomètres à l’est du monastère de Rila, au nord du sommet de Baba, 2 609 m), lacs de la Marica (Maričini ezera, Маричини езера, car la Marica y prend sa source : le secteur a été constitué en réserve naturelle en 1951), Ribni ezera (Рибни езера, « lacs poissonneux »), lacs de la Ropalica (Ropališki ezera, Ропалишки езера), lacs du Skalec ou de la Redžepica (Skališki ezera, Redžepski ezera, Скалишки езера, Реджепски езера, près d’un sommet de 2 678 m dont le nom d’origine turque, Redžepica, a été rebaptisé Skalec à l’époque communiste), lacs de l’Urdina (Urdini ezera, Урдини езера, du nom d’un affluent du Černi Iskǎr), les plus connus des randonneurs après les 7 lacs, lacs de Černa poljana ou de la Karaalanica (Černopoljanski ezera, Karaalaniški ezera, Чернополянски езера, Карааланишки езера, du nom d’un sommet de 2 716 m également « déturcisé » à l’époque communiste).

### Sommets du Rila

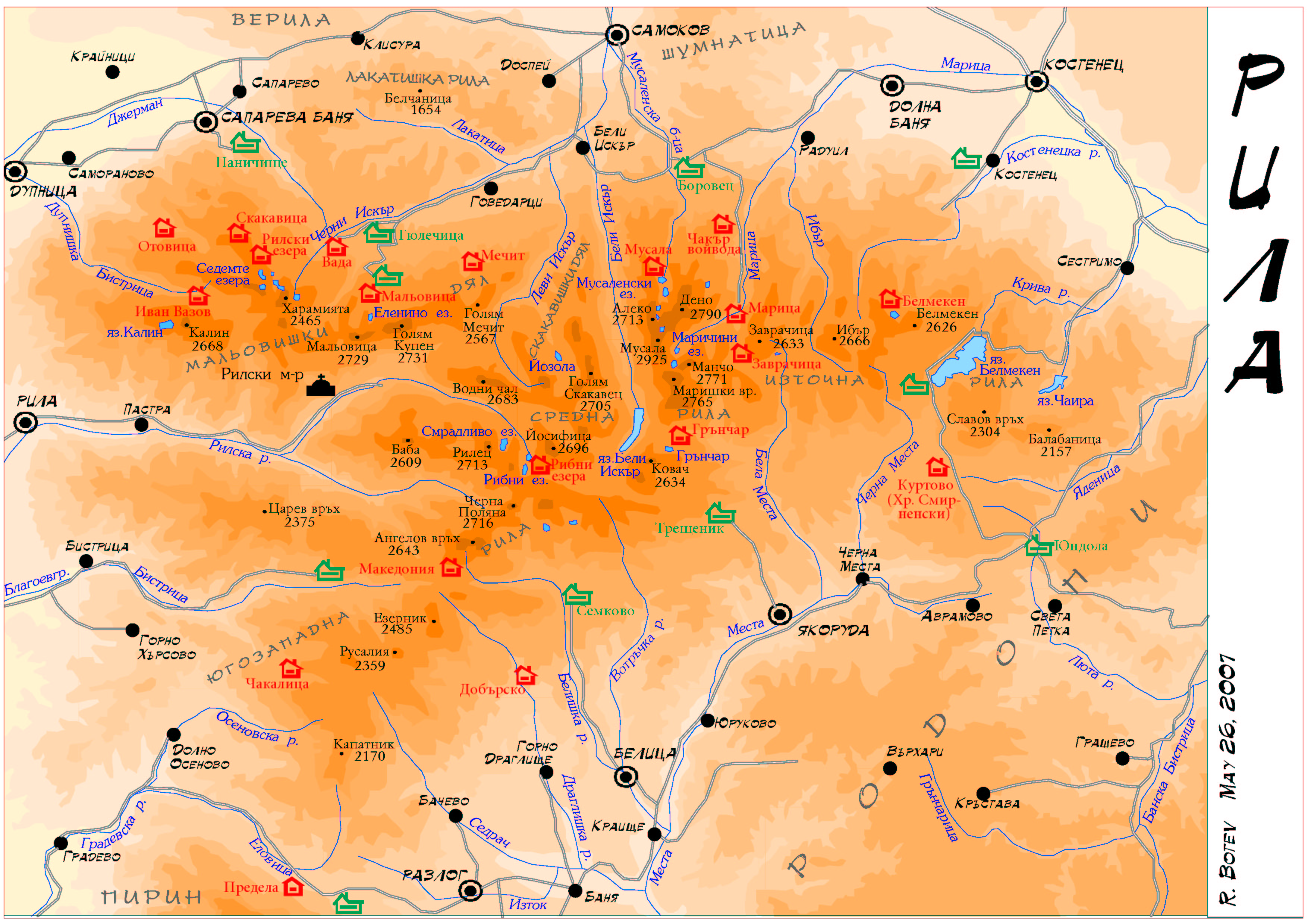
Carte du Rila (en bulgare)

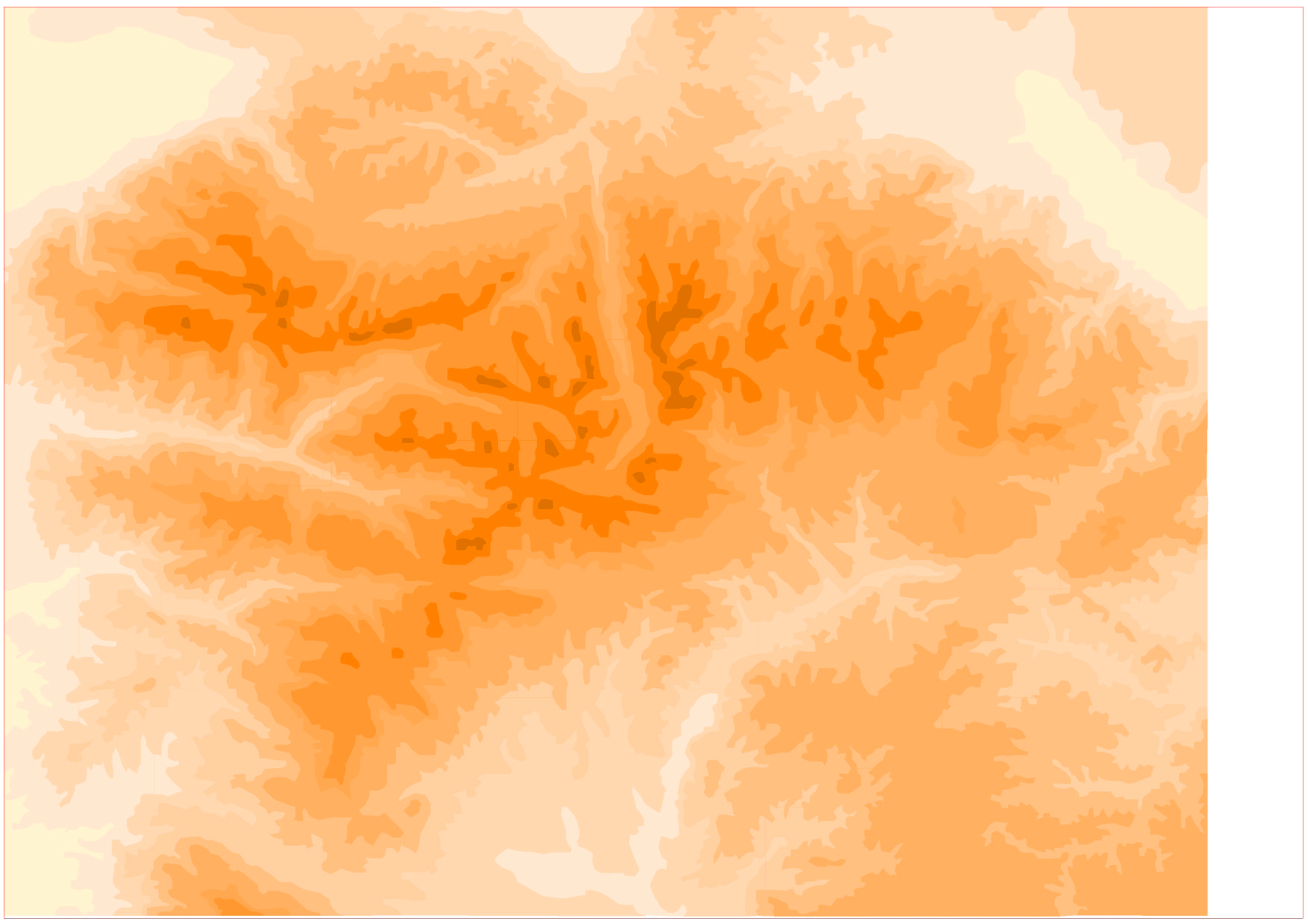
Relief du Rila (carte muette)

| Sommet                                                                                | Altitude (m) |
| ------------------------------------------------------------------------------------- | ------------ |
| Musala/Мусала                                                                         | 2925         |
| Malka Musala/Малка Мусала (Petit Musala)                                              | 2902         |
| Ireček/Иречек                                                                         | 2852         |
| Bezimenen/Безименен (sans nom)                                                        | 2790         |
| Aleko/Алеко                                                                           | 2713         |
| Deno/Дено                                                                             | 2790         |
| Studenija čal/Студения чал « Pic froid »                                              | 2785         |
| Dodov vrǎh/Додов връх                                                                 | 2661         |
| Goljam Kalin/Голям Калин                                                              | 2668         |
| Malǎk Kalin/Малък Калин                                                               | 2664         |
| Goljam Polič/Голям Полич                                                              | 2615         |
| Ovčarec/Овчарец                                                                       | 2768         |
| Goljam Kupen/Голям Купен                                                              | 2731         |
| Maljovica/Мальовица                                                                   | 2729         |
| Popova kapa/Попова капа                                                               | 2704         |
| Malka Maljovica/Малка Мальовица                                                       | 2698         |
| Lopuški vrǎh/Лопушки връх                                                             | 2698         |
| Lovnica/Ловница                                                                       | 2695         |
| Kanarata/Канарата                                                                     | 2691         |
| Orlovec/Орловец (« nid d’aigle »)                                                     | 2685         |
| Pǎstri slap/Пъстри слап (Aladža slap/Аладжа слап)                                     | 2684         |
| Zlija zǎb/Злия зъб (« mauvaise dent »)                                                | 2678         |
| Vazov vrǎh/Вазов връх (Damga/Дамга)] (rebaptisé en référence à l’écrivain Ivan Vazov) | 2669         |
| Eleni vrǎh/Елени връх                                                                 | 2654         |
| Angelov vrǎh/Ангелов връх                                                             | 2643         |
| Ravni vrǎh/Равни връх (Равни чал)                                                     | 2637         |
| Belmeken/Белмекен (Kolarov/Коларов)                                                   | 2627         |
| Kamilata/Камилата (« le chameau »)                                                    | 2621         |
| Goljam Meči vrǎh/Голям Мечи връх                                                      | 2618         |
| Dvuglav/Двуглав (« sommet à deux têtes »)                                             | 2605         |
| Goljam Mermer/Голям Мермер (Мраморец)                                                 | 2598         |
| Dodov (Drušleviški) vrǎh/Додов (Друшлевишки) връх                                     | 2597         |
| Kozi vrǎh/Кози връх                                                                   | 2587         |
| Iglata/Иглата (« l’aiguille »)                                                        | 2575         |
| Goljam Mečit/Голям Мечит                                                              | 2568         |
| Ušite/Ушите (« les oreilles »)                                                        | 2560         |
| Ptiči vrǎh/Птичи връх (Ašiklar/Ашиклар) (« sommet des oiseaux »)                      | 2536         |
| Malǎk Mečit/Малък Мечит                                                               | 2535         |
| Jančov vrǎh/Янчов връх                                                                | 2481         |
| Malǎk Meči vrǎh/Малък Мечи връх                                                       | 2474         |
| Stražnik/Стражник (Kurdžilǎk/Курджилък)                                               | 2469         |
| Budadžki kamǎk/Будачки камък                                                          | 2447         |
| Kukov vrǎh/Куков връх                                                                 | 2411         |
| Carev vrǎh/Царев връх                                                                 | 2376         |
| Markov kamǎk/Марков камък (Gorna Kadiica, Горна Кадиица)                              | 2342         |
| Malka Popova kapa/Малка Попова капа                                                   | 2180         |
| Treštenik/Трещеник                                                                    | 2020         |
| Malǎk Lopuški vrǎh/Малък Лопушки връх                                                 | ?            |
| Malǎk Mermer/Малък Мермер                                                             | ?            |

## Flore et faune
L'influence du climat continental se fait nettement sentir dans le Rila, où l'on trouve une flore très riche et variée, composée de végétaux typiques de l'Europe centrale, des régions méditerranéennes et des Balkans. En outre, quelques rares espèces endémiques poussent dans le Rila.
Dans les parties basses du massif poussent surtout le charme commun et le chêne rouvre, et dans la vallée de la Struma le chêne de Hongrie (quercus frainetto), le charme d'Orient (quercus orientalis), le chêne chevelu et le chêne pubescent. Entre 1 300 m et 1 600 m domine le hêtre européen, qui se mêle souvent au tremble, au bouleau verruqueux et au sapin blanc. Entre 1 600 m et 2 000 m, les versants sont recouverts par des forêts de résineux, formées surtout de pins de Macédoine, épicéas communs et de pins sylvestres. Au-dessus de 2 000 m, l'étage alpin est composé d'alpages et de prés rocailleux, qui hébergent notamment des fleurs comme campanule des Alpes (campanula alpina), la dryade à huit pétales, l'anémone de printemps ainsi que différentes variétés de primevères. En outre, trois plantes endémiques poussent dans le Rila : la primula deorum (Velen.), qui possède la plus grande population dans cette catégorie, la rhubarbe sauvage (Rheum rhaponticum, L.) et  l'alchémille de Pawlowski (Alchemilla pawlowskii, Assenov). Parmi les 36 plantes endémiques des Balkans, on trouve la campanula lanata (Friv.) et la centaurea mannagettae (Podp.). Certaines plantes ont survécu à la dernière période glaciaire et sont devenues des espèces reliques.
Parmi les plantes médicinales ou herbes et aromates de cuisine, on trouve notamment dans le Rila l'oseille des Alpes, le géranium sanguin, l'airelle rouge ainsi que la myrtille commune.
233 espèces de champignons poussent également dans le Rila, dont une est menacée, albatrellus cristatus [(Pers. Fr.) Kotl. & Pouz., 1957]. 11 espèces comestibles sont répertoriées, dont le ramassage peut présenter un intérêt commercial : l'agaric des forêts, le cèpe de Bordeaux, le cèpe des pins, la chanterelle, le pied-de-mouton, le lactaire délicieux, le pied bleu, la clavaire jaune (ramaria flava, Quél.), l'hydne imbriqué (sarcodon imbricatus, L., P. Karst.), le bolet jaune et le bolet bai.
Le Rila présente une grande quantité de lieux où la faune vit dans un environnement pratiquement vierge d'activité humaine. La faune du Rila comprend 2934 espèces d'invertébrés et 172 espèces de vertébrés. Parmi les invertébrés, 242 espèces et sous-espèces endémiques sont répertoriées, ainsi que 244 taxons qui sont des restes d'époques géologiques révolues. C'est ainsi que le territoire du massif est un lieu où les processus d'évolution se poursuivent et où de nouvelles espèces d'invertébrés se forment. 13 des espèces d'invertébrés sont menacées de disparition dans le monde.
Les vertébrés sont représentés par 5 espèces de poissons, 20 espèces d'amphibiens et de reptiles, 99 espèces d'oiseaux et 48 espèces de mammifères. Parmi ceux-ci, une importante population d'ours bruns, de loups, de chamois et de cerf élaphes. Dans le milieu des années 1980, une population de bouquetin (Capra ibex) a été introduite dans le massif.
24 espèces de vertébrés sont recensées par la liste rouge de l'UICN comme menacées de disparition définitive. C'est dans le massif du Rila que se trouve la population la plus importante de Bulgarie de chèvres sauvages, de grands Tétras, de gélinottes des bois, de nucifragas, pics noirs et de bartavelles, d'aigles royaux, de chouettes de Tengmalm et de chouettes chevêchettes, de cétoines dorées, de martes ainsi qu'une population plus importante encore de sousliks d'Europe. Le Rila est l'un des territoires d'Europe qui recèlent la plus grande population d'oiseaux de proie. Il représente actuellement un corridor écologique fondamental entre la faune européenne et méditerranéenne et la faune de l'Asie mineure. Des groupes d'oiseaux propres aux zones de haute montagne (tichodrome échelette, chocard à bec jaune et accenteur alpin) peuplent le massif, qui font de son territoire l'un des lieux de la planète où l'on observe le mieux la faune ornithologique du biome alpin.
Cependant, certains animaux vivant dans le Rila sont menacés, comme le barbus cyclolepis (Heckel), qui devient rare à cause de la perte de son habitat et de la pollution de certaines rivières, le triton alpestre, le souslik d'Europe et d'autres encore.

## Activité humaine

### Population
Les villes de Belica, Belovo, Blagoevgrad, Velingrad, Dolna Banya, Dupnica, Kostenec, Kočerinovo, Razlog, Rila, Samokov, Sapareva Banya, Jakoruda, ainsi que les villages de Barakovo, Stob, Porominovo et bien d’autres villages sont situés au pied du massif et entretiennent des liens économiques avec celui-ci.

### Tourisme

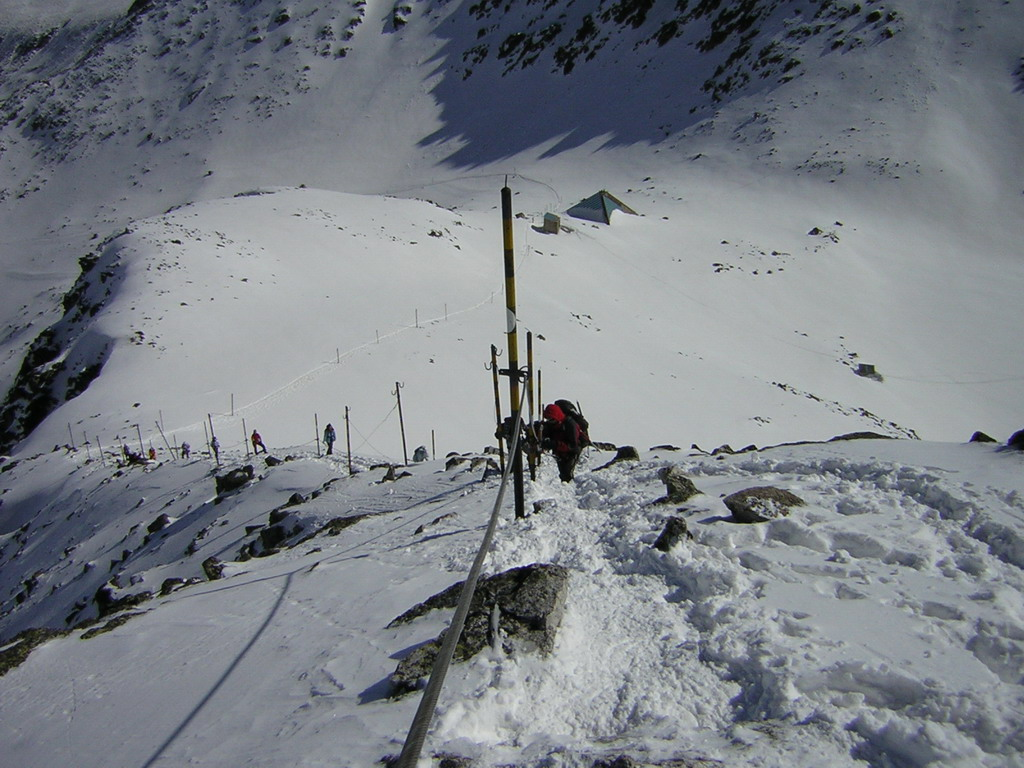
Randonneurs près du Musala

Le tourisme a commencé dans le Rila dans les années 1920. Le massif présente en effet de nombreuses possibilités d’escalade, traditionnelle ou sur cascade de glace, ainsi que de randonnée, cette dernière discipline pouvant utiliser environ 120 itinéraires balisés, surtout concentrés dans les parties nord-ouest et est du massif. La majeure partie du Rila est occupée par le territoire du parc national de Rila, sur lequel se trouvent de nombreux chalets et chemins de randonnée, dont les sentiers européens de grande randonnée E4 (qui va de l’Espagne à Chypre) et E8 (Irlande-Turquie). Les possibilités d’hébergement dans le parc consistent en 17 chalets ayant une capacité d’environ 1500 lits ; la plupart d’entre eux sont gérés par l’Union touristique bulgare (Bǎlgarski turističeski sǎjuz, BTS). L’entretien des installations de sécurité, du balisage d’hiver et d’été des itinéraires sont de la responsabilité de la direction du parc et de l’Union touristique bulgare.

### Industrie
Comme tous les massifs de Bulgarie, le Rila est une région de production et de transformation du bois. La principale implantation industrielle liée à cette activité est l’usine de cellulose et papeterie de la ville de Belovo, à l’extrême est du massif. En outre, les ressources hydrologiques sont utilisées pour la production d’hydroélectricité : à l’est du massif, près des lacs de barrage de Belkemen et Čaira, se trouve la chute d’eau de Belkemen-Sestrimo-Čaira, qui fait fonctionner les centrales hydroélectriques de pompage-turbinage (STEP) de Čaira et Belkemen, ainsi que les centrales hydroélectriques de Sestrimo et de Momina Klisura.

### Dommages environnementaux résultant de l’activité touristique
En 2006, une controverse a débuté entre les écologistes et les investisseurs au sujet de la construction de l’immense complexe de ski de Paničište et du sommet du Kabul. La construction d’une télécabine partant de la ville de Sapareva banja, ainsi que la transformation en hôtel du chalet Rilski ezera (« lacs du Rila »), soutenues officiellement par le gouvernement bulgare au mépris de toutes les règles en vigueur dans les parcs nationaux, ont donné lieu à des discussions dans toute l'Europe, relayées en France par l'association écologiste France-Rila. Le complexe de Paničište, 10 fois plus grand que la station de Bansko au pied du Pirin, doit proposer un domaine skiable d’une longueur totale de 80 km, 21 remontées mécaniques et un grand nombre de nouveaux hôtels, avec une capacité totale de 4 600 lits. À cela, il faut ajouter l’agrandissement de la base de Paničište, qui devra atteindre une capacité de 8 000 lits. L’entreprise off-shore Rila Sport AD s’est déclarée prête à investir 30 millions d’euros, et l’obština de Sapareva banja participera également au financement. Le projet a été présenté par les investisseurs et les pouvoirs publics comme d'intérêt général, car générateur de nombreux emplois. Cependant, les écologistes font remarquer que les pistes projetées sont situées dans des couloirs d'avalanche et dans des zones de captage des eaux, et qu'à l'encontre de la législation, on construit sur le territoire du Parc national du Rila, et ceci sans aucune autorisation du Ministère de l'environnement (MOSV) ni débat public suffisant. Ce projet enfreignant manifestement les règlementations les plus élémentaires de l'Union européenne, il est envisageable, pour les associations écologistes, de demander au WWF le retrait de sa certification PAN parks, réseau de parc nationaux dont fait partie le Parc national du Rila. Les atteintes à l'environnement dues à l'activité humaine sont multiples : réduction de la biodiversité, amenuisement et destruction des habitats d'espèces protégées figurant sur la Liste rouge bulgare des espèces en danger (Červena kniga na Bălgarija) (bg), telles la chouette chevêchette et le pic tridactyle, déboisement et érosion. La situation est donc comparable à celle qui prévaut dans le Pirin.
Un autre projet surdimensionné, Super Borovec, financé notamment par le fonds national du sultanat d'Oman et la commune de Samokov et fortement soutenu par le gouvernement bulgare, a débuté fin 2007.